# Silene cashmeriana
Silene cashmeriana là loài thực vật có hoa thuộc họ Cẩm chướng. Loài này được (Royle) Majumdar miêu tả khoa học đầu tiên năm 1963.